# Coos Cremers
Jacobus Johannes (Coos) Cremers (Groningen, 15 december 1806 – aldaar, 5 maart 1882) was een Nederlands advocaat, notaris en politicus.

## Leven en werk
Cremers werd in 1806 in Groningen geboren als een zoon van Franciscus Jacobus Joannes Cremers en van Reinera Anna Maria Draper. Na de middelbare school studeerde hij Romeins- en hedendaags recht aan de Rijksuniversiteit Groningen en promoveerde op dissertatie. Hij begon zijn carrière als advocaat in zijn geboorteplaats. Vervolgens was Cremers aldaar werkzaam als notaris. Van 1849 tot 1850 was hij lid van de Provinciale Staten van Groningen en van 16 december 1850 tot 17 september 1877 functioneerde hij als Eerste Kamerlid. Nadien was Cremers weer achtereenvolgens lid van de Provinciale Staten van Groningen en lid van de Eerste Kamer. Daarna vervulde hij de functie van gemeenteraadslid van Groningen.
Cremers trouwde op 15 juli 1840 te Groningen met Johanna Wilhelmina Gerarda Cremers en samen hadden ze een zoon. Hij was een broer van Eppo Cremers, zwager van Herman van Sonsbeeck en een neef van Epimachus Jacobus Ignatius Cremers. Cremers overleed op 5 maart 1882 te Groningen. Hij was Ridder in de Militaire Willems-Orde vierde klasse en Ridder in de Orde van de Nederlandse Leeuw.